# 歌爱雪
歌爱雪是日本软件公司AHS开发的Vocaloid歌声库系列，配音者是名未公开身份的女小学生。其封面人物亦同名虚构人物是由梅谷阿太郎作造型设计，根据人物設定她是一名背着方形背包的小学生，书包里装着一把數位吹管雅马哈WX5，老师是冰山清輝。
歌爱雪主要运用于Vocaloid音乐圈创作者（P主）发布的歌曲中作合成演唱部分和充当特色表演者，其中，Yukopi的〈强风All Back〉在2023年名噪一时而登上Billboard Japan Heatseekers Songs。

## 版本
| 年份                                 | 标题                           | 语音库         | 引擎       | 平台                                            | 操作系统      |
| 歌声合成                             | 歌声合成                       | 歌声合成       | 歌声合成   | 歌声合成                                        | 歌声合成      |
| ------------------------------------ | ------------------------------ | -------------- | ---------- | ----------------------------------------------- | ------------- |
| 2009年                               | 《Vocaloid 2：歌爱雪》         | - Yuki         | Vocaloid 2 | Vocaloid 2 Editor （兼容Vocaloid 3 / 4 Editor） | Windows       |
| 2015年                               | 《Vocaloid 4：歌爱雪·Natural》 | - Yuki_Natural | Vocaloid 4 | Vocaloid 4 Editor （兼容更高版本）              | Windows macOS |
| 2016年                               | 应用内购买                     | - 歌爱雪       | ——         | Mobile Vocaloid Editor                          | iOS iPadOS    |
| 语言版本皆为日语；「——」表示不确认。 |                                |                |            |                                                 |               |

- 《Vocaloid 2：歌爱雪》是AHS开发的Vocaloid歌声库，作为Vocaloid 2 Editor的歌声插件于2009年12月4日发行。此库的推荐节奏在每分钟50至150拍之间，推荐音域在F2至C4之间。[1]

- 《Vocaloid 4：歌爱雪·Natural》是AHS开发的更新版Vocaloid歌声库，作为Vocaloid 4 Editor的歌声插件于2015年10月29日发行。AHS补充了歌声库的三音素单元，并增加了Growl功能，推荐节奏在每分钟50至150拍之间，推荐音域在F2至C4之间。[2]

- 「歌爱雪」是作為Mobile Vocaloid Editor的应用内购买项目于2016年8月23日发行的Vocaloid歌声库。[3]

## 发展
歌爱雪全称“Vocalo小学生：歌爱雪”（ボカロ小学生 歌愛ユキ），与冰山清辉、SF-A2開發Code Miki一同是由日本软件公司AHS于2009年12月4日最先推出的Vocaloid歌声库。歌爱雪的出现填补了Vocaloid缺少的童声种类。同时，初音未来的厂商Crypton也有在推进一个Vocaloid童声项目“Project if...”，但有所不同的是，“Project if...”的配音者是受过音乐剧训练的小孩，而歌爱雪的则没有受过特别训练。歌爱雪发售时，AHS并未公开配音者的姓名、年龄等详细信息，而十年后，在AHS主持的十周年纪念中，配音者通过麦克风公开了自己当时的身份是小学四年级学生，她在2009年的暑期为歌爱雪录制了数据，在录制的前不久，她刚从当时的新型流感中痊愈，她想这可能是导致歌爱雪声音沙哑的原因。
歌爱雪与初音未来一样，拥有动漫风格的同名虚构人物作为封面人物，此虚构人物是由日本插画师梅谷阿太郎作造型设计。AHS在官方网站上传了演示音频〈Petit Majo Rana-chan〉（プチ魔女ラナちゃん），此曲是AHS发售的自由著作权循環樂段素材《Sound Pool Vol.9 ~Anime-Kirakira☆Majokko~》（Sound PooL vol.9 ～アニ音・キラキラ☆魔女っ娘 ～）中的一首样曲。歌爱雪在Vocaloid 4版本中更新了虚拟形象的造型设计，AHS还发布演示曲〈妬心〉（妬心）和〈周末神主★祝词Girl〉（週末神主★祝詞ガール）。
以下是AHS公布歌爱雪的人物设置：
- 年龄：9岁
- 身高：10个大苹果
- 体重：86个
- 血型：不知道
- 爱好：唱歌
- 懇願：我会加油的

## 反响
日本媒体ITmedia记者松尾公也（松尾公也）评价，歌爱雪的歌声沙哑，元音模糊，他认为这更适合拿来演唱风格黑暗、阴郁的歌曲，而不是风格活力的小学生歌曲。

## 流行文化中

### 音乐排行榜上的歌曲
- 〈强风All Back〉（強風オールバック，“强风大背头”）是Yukopi的歌曲，收录于Yukopi首张录音室专辑《Album 1号》（アルバム1号），音乐视频于2023年3月15日播出。此曲表达小学生因为风太大而被吹得发型整个向后飞扬的心情，此曲歌词非常简单，曲风采用四拍子（英语：Four on the floor (music)）浩室风格舞曲，并在配器中加入响板、竖笛、三角铁等所谓“小学生在学校演奏的乐器”，音乐视频还充满描绘歌爱雪角色的循环动画。[11]此曲在Niconico动画相当受欢迎，在Billboard Japan Niconico Vocaloid Songs Top 20最高位列第1并蝉联八周。[12][13]

关于其商业表现，此曲在Billboard Japan Heatseekers Songs最高位列第9。

### Niconico動畫上观看次数超过一百万的音乐视频
以下列出在日本弹幕式视频分享网站Niconico動畫观看次数超过一百万的音乐视频。
| 标题                                 | 上传者   | 上传日期      | 达成时间       | 专辑                                              |
| ------------------------------------ | -------- | ------------- | -------------- | ------------------------------------------------- |
| 〈强风All Back〉                     | Yukopi   | 2023年3月15日 | 51日3時16分    | 《Album 1号》                                     |
| 〈Dokuzu〉                           | Nakiso   | 2022年3月5日  | 234日11時48分  | 非专辑单曲                                        |
| 〈Lagtrain〉（ラグトレイン，直译：「延迟列车」） | 稻葉曇   | 2020年7月16日 | 415日15時27分  | 《Weather Station》                               |
| 〈Hydrangea〉（ハイドレンジア，「繡球花」）        | LonePi   | 2021年3月8日  | 977日17時7分   | 非专辑单曲                                        |
| 〈Lost Umbrella〉（ロストアンブレラ，“丢失的雨伞”）  | 稻葉曇   | 2018年2月27日 | 1771日13时17分 | 《Anticyclone》（アンチサイクロン，“反气旋”）                     |
| 〈Ikanaide〉（いかないで，“不要走”）           | 想太（想太） | 2013年10月9日 | 1666日2時35分  | 《Shōnen Shōjo no Kotoba》（少年少女のコトバ， “少年少女的言词”） |
| 截止2023年12月11日。                 |          |               |                |                                                   |